# Tripa enfarinhada

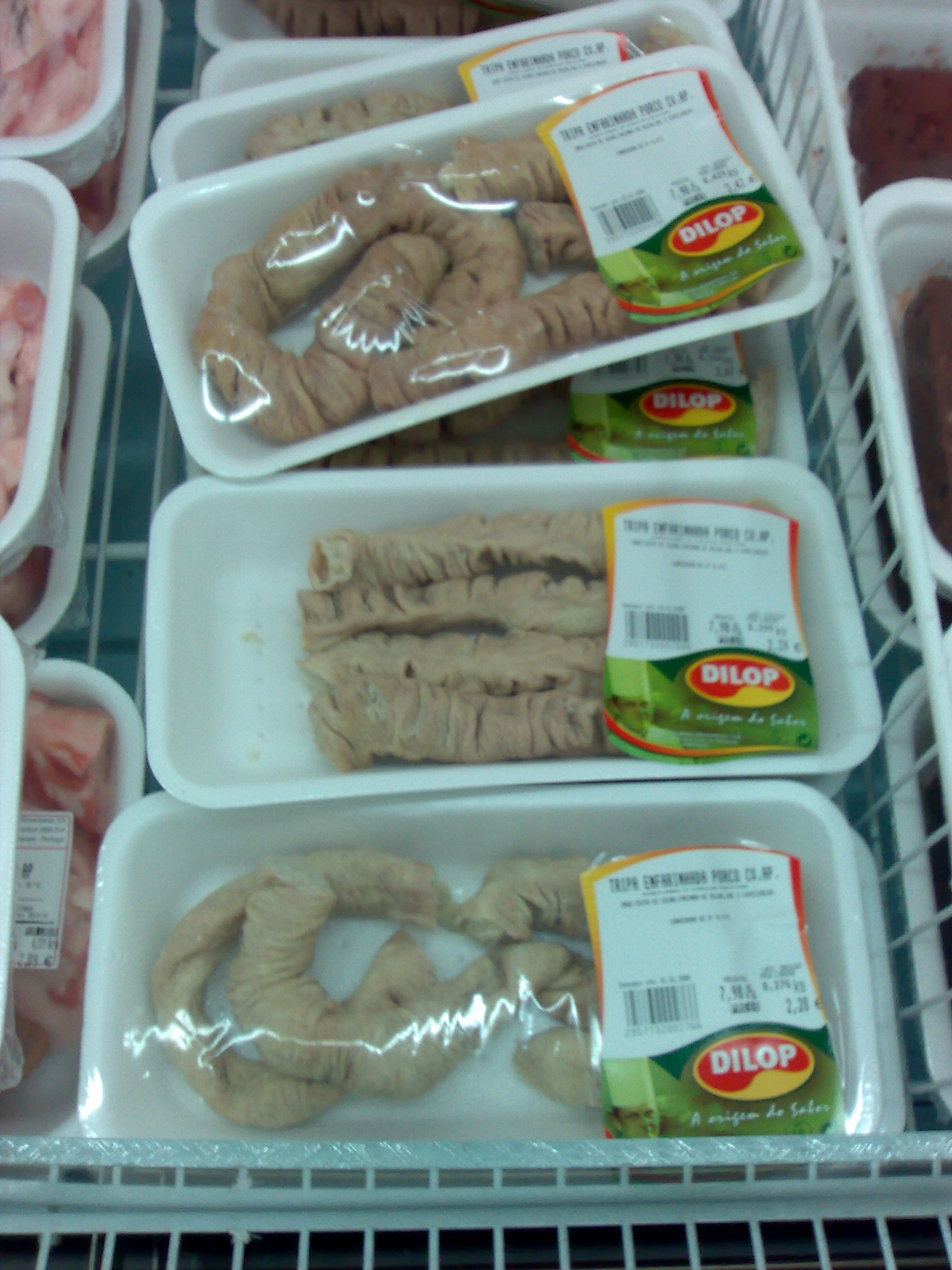
Tripas enfarinhadas.

La Tripa enfarinhada es un embutido típico de la cocina portuguesa, muy típico del norte de Portugal: provincias de Minho y Douro Litoral. Es muy fácil adquirirla en estas regiones bien sea preparada lista para ser frita o elaborada de forma casera. Los ingredientes principales son las tripas del cerdo, la harina de maíz, los cominos y la pimienta. 

## Servir
Normalmente, las tripas enfarinhadas se fríen cortadas en pequeñas rodajas. Sirven como acompañamiento a platos como los Rojões à moda do Minho o pueden ser consumidas simplemente como aperitivo o tapa.